# Fung Permadi
Fung Permadi (Purwokerto, 30 de diciembre de 1967) es un deportista indonesio, nacionalizado taiwanés, que compitió en bádminton. Ganó una medalla de plata en el Campeonato Mundial de Bádminton de 1999 en la prueba individual.

## Palmarés internacional
| Representando a China Taipéi |                        |                  |            |
| Campeonato Mundial           |                        |                  |            |
| Año                          | Lugar                  | Medalla          | Prueba     |
| 1999                         | Copenhague (Dinamarca) | Medalla de plata | Individual |